# Cratere Hartmann
Hartmann è un cratere lunare di 63,29 km situato nella parte nord-occidentale della faccia nascosta della Luna.
Il cratere è dedicato all'astronomo tedesco Johannes Franz Hartmann.

## Crateri correlati
Alcuni crateri minori situati in prossimità di Hartmann sono convenzionalmente identificati, sulle mappe lunari, attraverso una lettera associata al nome.
| Hartmann | Coordinate            | Diametro (in km) |
| -------- | --------------------- | ---------------- |
| K        | 1°24′36″N 136°06′36″E | 11,65            |